# Campeonato Citadino de Porto Alegre 1912
In 1912 werd het derde Campeonato Citadino de Porto Alegre gespeeld voor voetbalclubs uit de Braziliaanse staat Porto Alegre, de hoofdstad van Rio Grande do Sul. De competitie werd georganiseerd door de Liga Porto-Alegrense de Foot-Ball (LPAF) en werd gespeeld van 5 mei tot 29 september. Grêmio werd kampioen. 

## Eindstand
Grêmio en Nacional kregen bonuspunten, de reden hiervoor is niet bekend. 
| Plaats | Club          | Wed. | Bonus | W | G | V | Saldo | Ptn. |
| ------ | ------------- | ---- | ----- | - | - | - | ----- | ---- |
| 1.     | Grêmio        | 7    | 2     | 5 | 2 | 0 | 46:5  | 14   |
| 2.     | Internacional | 8    | 0     | 6 | 0 | 2 | 31:12 | 12   |
| 3.     | Nacional      | 5    | 4     | 0 | 0 | 5 | 0:60  | 4    |
| 4.     | Fussball      | 4    | 0     | 1 | 1 | 2 | 9:6   | 3    |
| 5.     | 7 de Setembro | 6    | 0     | 1 | 1 | 4 | 9:12  | 3    |

## Kampioen
| Campeonato Citadino de Porto Alegre de 1912 |
| ------------------------------------------- |
| GRÊMIO 2º Titel                             |